# سامي (كيفالينيا)
سامي (Σάμη) هي مدينة في كيفالينيا في مقاطعة كينتريكي إلادا في اليونان.